# Les Enfants des autres
Les Enfants des autres (em inglês:  Other People's Children; bra: Os Filhos dos Outros) é um filme de 2022 dirigido por Rebecca Zlotowski sobre uma professora de meia-idade que inicia um novo relacionamento e cria um vínculo estreito com a filha pequena de seu parceiro.
No Brasil, foi lançado pela Synapse Distribution nos cinemas em 5 de outubro de 2023.

## Elenco
- Virginie Efira - Rachel
- Roschdy Zem - Ali
- Chiara Mastroianni - Alice
- Callie Ferreira-Goncalves - Leila
- Yamée Couture - Louana
- Henri-Noël Tabary - Vincent
- Victor Lefebvre - Dylan
- Sébastien Pouderoux - Paul
- Michel Zlotowski - pai
- Mireille Perrie - Mme Roucheray
- Frederick Wiseman - Dr. Wiseman
- Antonia Buresi - Mia
- Marlene Saldana - Soraya
- Anne Berest - Jeanne
- Marwen Okbi - Tarik

## Recepção
No site agregador de críticas Rotten Tomatoes, 91% das 68 resenhas dos críticos são positivas, com uma classificação média de 7,6/10. O consenso do site diz: "aborda a maternidade de maneira perspicaz fora dos limites biológicos tradicionais e oferece verdades preocupantes com um amplo lado de leviandade."